# なら・シルクロード博覧会
なら・シルクロード博覧会（なら・シルクロードはくらんかい）とは、1988年4月23日から10月23日まで奈良県奈良市で開催された博覧会である。入場者は682万人。平城宮跡会場以外は奈良公園周辺の会場で行われた。総合プロデューサーは井上靖。公式マスコットは鹿の「ナナちゃん」とラクダの「ララちゃん」で、イラストのほか着ぐるみも出演していた。閉幕後も奈良公園シルクロード交流館で、シルクロードの歴史や奈良との関係を展示紹介している。

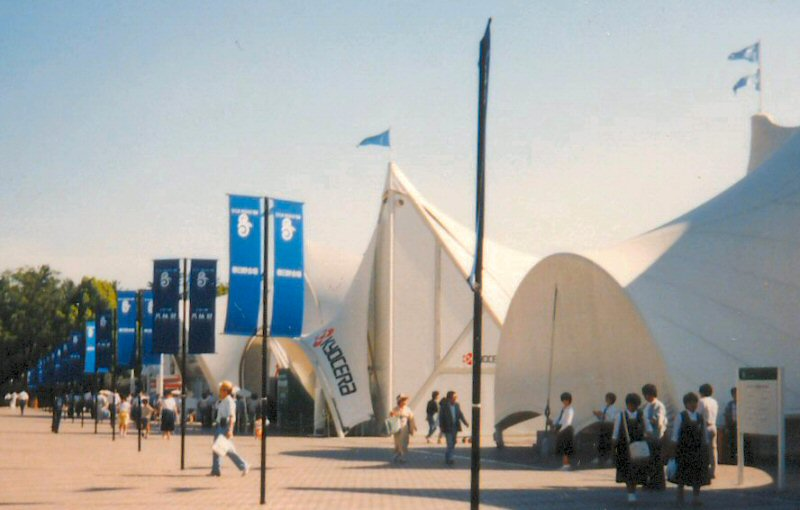
会場内

## 各会場の概要

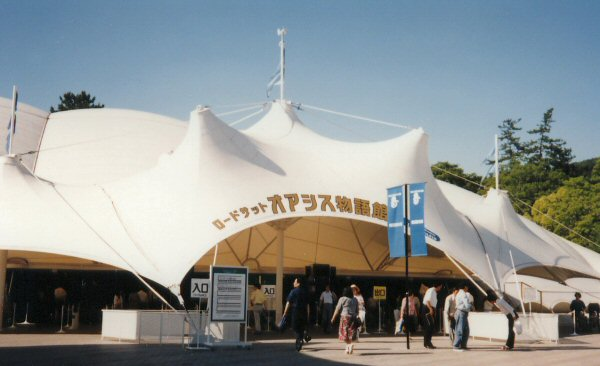
オアシス物語館

浮雲エリア
- メインゲート

春日野会場
メーン会場
- イベント・ステージ・ビッグパオ

催しもの会場
- 海のシルクロード館

海の道の文物展示
- 中国古代科学館
- キリンパビリオン
- NECC&Cパビリオン
- UCCパビリオン
- 敷島パンパビリオン
- 京セラ館
- 富士通シアター
- ロードサット・オアシス物語館
- 松下館

100インチのスクリーンに「美しきトルファン」と題した立体映像を上映した。
- シルクロードこんこん館、クボタHu-Tech館

劇団飛行船の演劇を実写映像で上映した。
- シンボルタワー
- '88なら・シルクロード博 特別記念局 (アマチュア無線局、コールサイン:8J3SLK)

ふれあい回廊3階に無線局を構え、総交信局数は延べ53,988（国内：45,050、国外：8,938）を数えた。
飛火野会場
- タクラマ館　-　「タクラマカン砂漠」をテーマに、実際に現地の砂を敷き詰め、その酷暑を再現した。
- 井上靖・シルクロードの足跡館

平城宮跡会場
登大路会場
- テーマ館
- シルクロードなら館
- 他に近くの奈良国立博物館、奈良県立美術館では「シルクロード大文明展」が開催されていた。

## 交通機関

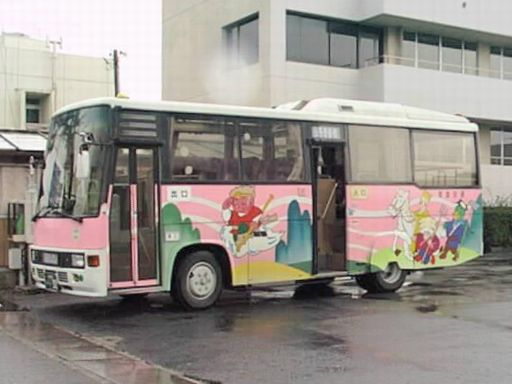
日野・レインボー7M (P-CH160AA改)
なら・シルクロード博シャトルバス「西遊記」塗装

### シャトルバス
- 開催期間中、駐車場から登大路バスターミナル（現在は駐車場になっている）まで、奈良交通のシャトルバスが運行された。車両は小型バスの日野・レインボー7M (P-CH160AA改) が使用され、車体後部にデッキを設置した改造車であった。車体に描かれた絵柄は複数あり、博覧会終了後はそのまま塗装を生かして奈良市内の100円バスなどに使用された。

### 鉄道
- 近鉄京都線では開催期間中、臨時に快速急行が運行された。
- JR大和路線では開催期間中、日中の湊町発着の快速を梅田貨物線経由新大阪発着に振り替えて新幹線からのアクセスに配慮した。
- JR東海は中京地区からの観覧客のために、東海道新幹線と近鉄の京都～近鉄奈良間をセットにした往復割引券を発売した（なお、京都と奈良の間にはJR西日本も奈良線を運行していたが、当時のJR奈良線は電化されていたとはいえ全線単線で、ロングシート2両編成の105系がデータイムは30分おきにしか走っていなかった）。

## 入場料金
- 大人 2,500円
- 高校・中学生 1,400円
- 小学生 1,000円
- 幼児(4歳以上) 400円

平城京跡会場の入場は無料。

## テーマ曲
- 「夢・浪漫・NARA」（イメージソング）
  - 作詞：東海林良、作曲：姫神、歌：島倉千代子
  - 1987年5月21日に日本コロムビアからシングルレコードとして発売。